# Сандер Тангвік
Сандер Тангвік (норв. Sander Tangvik, нар. 29 листопада 2002, Тронгейм, Норвегія) — норвезький футболіст, воротар клубу «Русенборг».

## Ігрова кар'єра

### Клубна
Сандер Тангвік народився у місті Тронгейм і є вихованцем футбольної школи місцевого клубу «Русенборг». У березні 2021 року футболіст підписав з клубом професійний контракт і почав залучатися до першої команди. У серпні того року Тангвік зіграв першу гру в основі у матчі на Кубок Норвегії.
6 листопада 2022 року воротар дебютував в основі у матчі чемпіонату Норвегії, коли вийшов в кінці матча на заміну замість Андре Гансена.

### Збірна
Сандер Тангвік виступав за юнацькі збірні Норвегії всіх вікових категорій. З 2023 року він є воротарем молодіжної збірної Норвегії.